# Jiří Hunkes
Jiří Hunkes (* 31. červenec 1984, Brno) je bývalý český profesionální hokejista.

## Biografie
Narodil se 31. července 1984 v Brně, tam také začínal s hokejem, poprvé v extralize ledního hokeje nastoupil v roce 2002 v Třinci, posléze působil ve finských týmech Lukko Rauma nebo Pelicans Lahti. V roce 2007 se vrátil do Česka, kde nastoupil do týmu Bílí Tygři Liberec. V roce 2011 přestoupil do KHL do HC Lev Poprad a posléze hrál v HC Lev Praha. Pak se vrátil do Liberce, ale v roce 2014 opět odešel do KHL, kde hrál za HC Lada Togliatti. V roce 2015 odešel do německého klubu Schwenninger Wild Wings, kde působil do konce sezóny 2017. Posléze přestoupil do HC Dynamo Pardubice a pak HC Verva Litvínov. Od roku 2021 hraje za tým SK Horácká Slavia Třebíč, tam po otřesu mozku v roce 2023 ukončil profesionální kariéru.

## Kluby podle sezón
- 1999–2000 HC Kometa Brno
- 2000–2001 HC Oceláři Třinec
- 2001–2002 HC Oceláři Třinec
- 2002–2003 HC Oceláři Třinec, HC Hvězda Brno
- 2003–2004 HC Oceláři Třinec, HC Havířov Panthers
- 2004–2005 HC Oceláři Třinec, HK Jestřábi Prostějov
- 2005–2006 HC Oceláři Třinec, HK Jestřábi Prostějov
- 2006–2007 Lukko Rauma, Pelicans Lahti
- 2007–2008 Bílí Tygři Liberec
- 2008–2009 Bílí Tygři Liberec, BK Mladá Boleslav
- 2009–2010 Bílí Tygři Liberec
- 2010–2011 Bílí Tygři Liberec
- 2011–2012 HC Lev Poprad
- 2012–2013 HC Lev Praha
- 2013–2014 Bílí Tygři Liberec
- 2014–2015 HC Lada Togliatti (KHL)
- 2015–2016 Schwenninger Wild Wings
- 2016–2017 Schwenninger Wild Wings
- 2017–2018 HC Dynamo Pardubice, HC Verva Litvínov
- 2018–2019 HC Verva Litvínov ELH
- 2019–2020 HC Verva Litvínov ELH
- 2021– SK Horácká Slavia Třebíč